# 雪乃紗衣
雪乃 紗衣（ゆきの さい、1982年1月26日 - ）は、日本の小説家、ライトノベル作家。血液型はB型。茨城県出身・在住。

## 経歴
2002年（平成14年）10月、「彩雲国綺譚」で第1回角川ビーンズ小説賞の奨励賞・読者賞を受賞する。2003年（平成15年）11月、受賞作を改稿した『彩雲国物語 はじまりの風は紅く』（角川ビーンズ文庫）を上梓、小説家デビュー。幅広い世代の読者から支持を受けた同シリーズは、2011年（平成23年）6月に完結、累計650万部を超える大ヒットを記録している。2012年（平成24年）には、そのスピンオフ作品となる単行本『彩雲国秘抄 骸骨を乞う』を角川書店から上梓。2014年（平成26年）には新潮文庫nexより『レアリアＩ』を発表。ライトノベルにとどまらず、一般文芸にも進出している。

## 作品リスト
- 彩雲国物語シリーズ
- レアリアシリーズ（新潮文庫nex）
  - レアリアＩ（2014年9月）
  - レアリアII 仮面の皇子（2015年9月）
  - レアリアIII (前篇): 運命の石（2017年12月）
  - レアリアIII (後篇): 運命の石（2017年12月）
- エンド オブ スカイ（講談社、2019年4月）
- 永遠の夏をあとに（東京創元社、2020年4月）

アンソロジー収録作品
「」内が著者の作品。
- 笑い猫の5分間怪談（KADOKAWA/アスキー・メディアワークス（現・KADOKAWA））
  - 5. 恐怖の化け猫遊園地（2016年3月） - 「願いがかなう狐狗狸さん」
  - 11. 失恋小説家と猫ゾンビ（2017年6月） - 「人形家族」
- 少女小説とSF（星海社FICTIONS、2024年3月） - 「一つ星」

## メディア・ミックス

### 漫画
彩雲国物語
由羅カイリ画、あすかコミックスDX

彩雲国物語イラスト集
- 彩雲国物語イラスト集（2009年3月 角川書店、由羅カイリ画）

彩雲国物語 絵巻
テレビアニメ「彩雲国物語」公式ガイドブック。彩雲国広報局編、角川書店。
- 彩雲国物語 絵巻（2007年8月）
- 彩雲国物語 絵巻2（2008年6月）

### ファンブック
- 彩なす夢のおわり 彩雲国物語Fan Book（2012年9月 角川書店、由羅カイリ画）

### 学習参考書
- 彩雲国物語で漢文が面白いほど身につく本（2013年7月 中経出版、由羅カイリ画、佐藤賢解説）

## ラジオ出演
- WEBラジオ『彩雲国物語〜双剣の舞〜』の第32回（2007年12月20日放送）にゲスト出演。